# シャングリラ (タイタン)
シャングリラ（英: Shangri-La）は、土星の衛星タイタンの大きな低アルベド地形の地名である。
過去は液体のメタンを湛えた海であったと考えられているが、現在は乾燥していることが判明している。その中には周囲より明るい「島」と呼ばれる領域がある。「島」はシャングリラより標高が高いとされている。名前が付いている大きな「島」では、200×160kmほどの四国がある。
シャングリラは、東のザナドゥ、北のディルムン、西のアディリといった広大な高アルベド地形と接している。
シャングリラの名称はイギリスの詩人ジェームズ・ヒルトンの小説『失われた地平線』に登場する、チベットの理想郷シャングリラに由来する。2006年にIAUに採用された当時はShangri-laと綴ったが、2009年4月20日にヒルトンの原作に忠実にShangri-Laと改められた。